# Trigger (studio)
Trigger (japonsky 株式会社トリガー, Kabušiki gaiša Torigá), známé též jako Studio Trigger, je japonské animační studio založené v roce 2011. Založili jej bývalí zaměstnanci studia Gainax, Hirojuki Imaiši a Masahiko Ócuka.

## Historie
Studio Trigger bylo založeno bývalým zaměstnancem studia Gainax, Hirojukim Imaišim, a to po jeho režisérském úspěchu s anime seriálem Gurren Lagann z roku 2007. Úspěch ho vedl k vytvoření studia se specifickým vizuálním humorem a stylem připomínajícím Gurren Lagann. Trigger byl zároveň viděn jako „nástupce“ Gainaxu.
Hirojuki Imaiši a Masahiko Ócuka založili Trigger 22. srpna 2011, a to krátce po odchodu ze studia Gainax. Název studia a oficiální webové stránky byly odhaleny v říjnu 2011. Spolu s pomocí na tvorbě různých seriálů vydalo Trigger krátkometrážní film Little Witch Academia a svůj první původní anime seriál Kill la Kill, který byl premiérově vysílán od října 2013 do března 2014. Dne 8. července 2013 spustil Trigger projekt na Kickstarteru, aby vybral finanční prostředky na produkci druhé epizody Little Witch Academia. Projekt byl pozitivně přijat a prvotní cíl v hodnotě 150 000 dolarů byl překonán za méně než pět hodin, dohromady pak studio vybralo 625 518 dolarů.
Ultra Super Pictures je společnou holdingovou firmou studií Trigger, Sanzigen a Ordet.
V roce 2018 si Trigger založil profil na Patreonu. Jeho cílem je získávat nezbytné finanční prostředky na produkci projektů a zboží.

## Tvorba

### Televizní seriály
| Rok  | Název                                | Režie                                  | Od             | Do                | Díly          | Poznámky                                                                             | Zdroje |
| ---- | ------------------------------------ | -------------------------------------- | -------------- | ----------------- | ------------- | ------------------------------------------------------------------------------------ | ------ |
| 2013 | Kill la Kill                         | Hirojuki Imaiši                        | 1. ledna 2013  | 28. března 2014   | 25            | Původní dílo.                                                                        |        |
| 2014 | Inó-Battle wa ničidžó-kei no naka de | Masahiko Ócuka (šéf) Masanori Takahaši | 7. října 2014  | 23. prosince 2014 | 12            | Založeno na sérii light novel, jejímž autorem je Kota Nozomi.                        |        |
| 2016 | Učú Patrol Luluco                    | Hirojuki Imaiši                        | 1. dubna 2016  | 24. června 2016   | 12            | Původní dílo.                                                                        |        |
| 2016 | Kiznaiver                            | Hiroši Kobajaši                        | 9. dubna 2016  | 25. června 2016   | 13            | Původní dílo.                                                                        |        |
| 2017 | Akademie pro malé čarodějky          | Jó Jošinari                            | 9. ledna 2017  | 26. června 2017   | 12            | Anime seriál založený na krátkometrážním filmu Little Witch Academia.                |        |
| 2018 | Darling in the Franxx                | Acuši Nišigori                         | 13. ledna 2018 | 7. července 2017  | 25            | Původní dílo. V koprodukci se studiem CloverWorks.                                   |        |
| 2018 | SSSS.Gridman                         | Akira Amemija                          | 7. října 2018  | 23. prosince 2018 | 12            | Souvisí s tokusacu televizním seriálem Denkó čódžin Gridman od Cuburaja Productions. |        |
| 2020 | BNA: Brand New Animal                | Jó Jošinari                            | 8. dubna 2020  | 24. června 2020   | 12            | Původní dílo.                                                                        |        |
| 2021 | SSSS.Dynazenon                       | Akira Amemija                          | 2. dubna 2021  | 18. června 2021   | 12            | 10. výročí od založení studia. Pokračování anime seriálu SSSS.Gridman.               | [ 11 ] |
| tba  | Panty & Stocking with Garterbelt 2   | bude oznámeno                          | bude oznámeno  | bude oznámeno     | bude oznámeno | Pokračování původního anime seriálu od studia Gainax.                                | [ 12 ] |
| tba  | Dungeon meši                         | bude oznámeno                          | bude oznámeno  | bude oznámeno     | bude oznámeno | Založeno na sérii mangy, jejíž mangakou je Rjóko Kui.                                | [ 13 ] |

### Filmy
| Rok  | Název                                        | Režie           | Premiéra        | Poznámky                                                            | Zdroje |
| ---- | -------------------------------------------- | --------------- | --------------- | ------------------------------------------------------------------- | ------ |
| 2013 | Little Witch Academia                        | Jó Jošinari     | 2. března 2013  | Vyrobené pro Anime Mirai 2013.                                      | [ 6 ]  |
| 2019 | Little Witch Academia: Mahó šikake no Parade | Jó Jošinari     | 9. října 2015   | Pokračování anime filmu Little Witch Academia.                      | [ 14 ] |
| 2015 | Promare                                      | Hirojuki Imaiši | 24. května 2019 | V koprodukci se studii XFLAG a Sanzigen.                            | [ 15 ] |
| tba  | Gridman × Dynazenon                          | Akira Amemija   | bude oznámeno   | Filmový crossover mezi anime seriály SSSS.Gridman a SSSS.Dynazenon. | [ 16 ] |

### ONA
| Rok  | Název                       | Režie                                                  | Od                | Do                | Díly          | Poznámky                                                         | Zdroje        |
| ---- | --------------------------- | ------------------------------------------------------ | ----------------- | ----------------- | ------------- | ---------------------------------------------------------------- | ------------- |
| 2012 | Inferno Cop                 | Akira Amemija                                          | 24. prosince 2012 | 18. března 2013   | 13            | Vydáno na platformě YouTube.                                     | [ 17 ]        |
| 2013 | Turning Girls               | Masahiko Ócuka Ren Šimorendžaku                        | 17. června 2013   | 29. července 2013 | 7             | Vydáno na platformě YouTube.                                     | [ 18 ]        |
| 2015 | Ninja Slayer From Animation | Akira Amemija                                          | 16. dubna 2015    | 8. října 2015     | 26            | Vydáno na platformě Niconico.                                    | [ 19 ]        |
| 2021 | Star Wars: Vize             | Hirojuki Imaiši (The Twins) Masahiko Ócuka (The Elder) | 22. září 2021     | 22. září 2021     | 2             | V koprodukci se společností Lucasfilm. Vydáno na službě Disney+. | [ 20 ] [ 21 ] |
| 2022 | Cyberpunk: Edgerunners      | Hirojuki Imaiši                                        | 2022              | bude oznámeno     | bude oznámeno | Seriál streamovací služby Netflix.                               | [ 22 ]        |